# Ulica Kanonicza w Krakowie

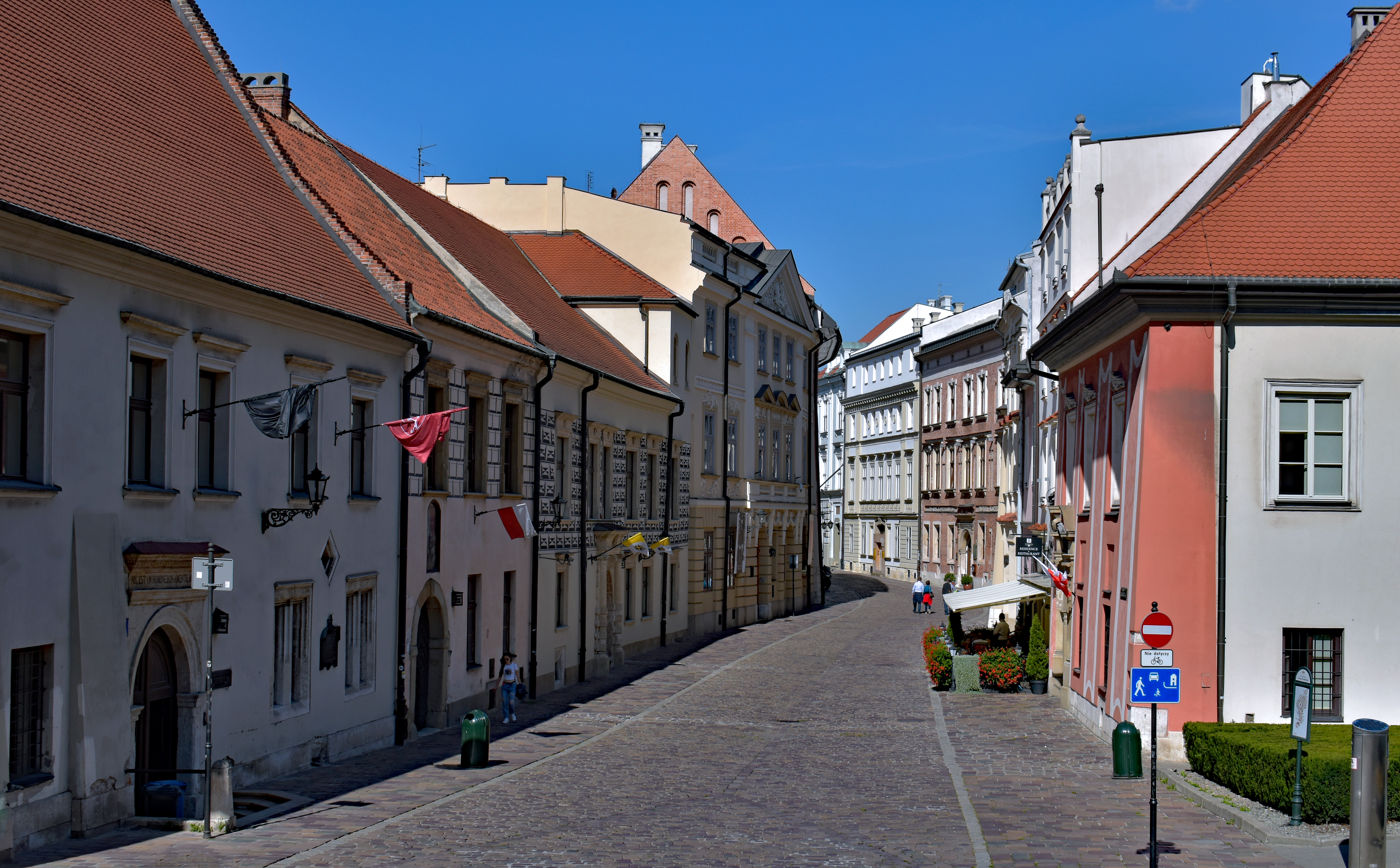
Widok z południa, spod wawelskiego wzgórza

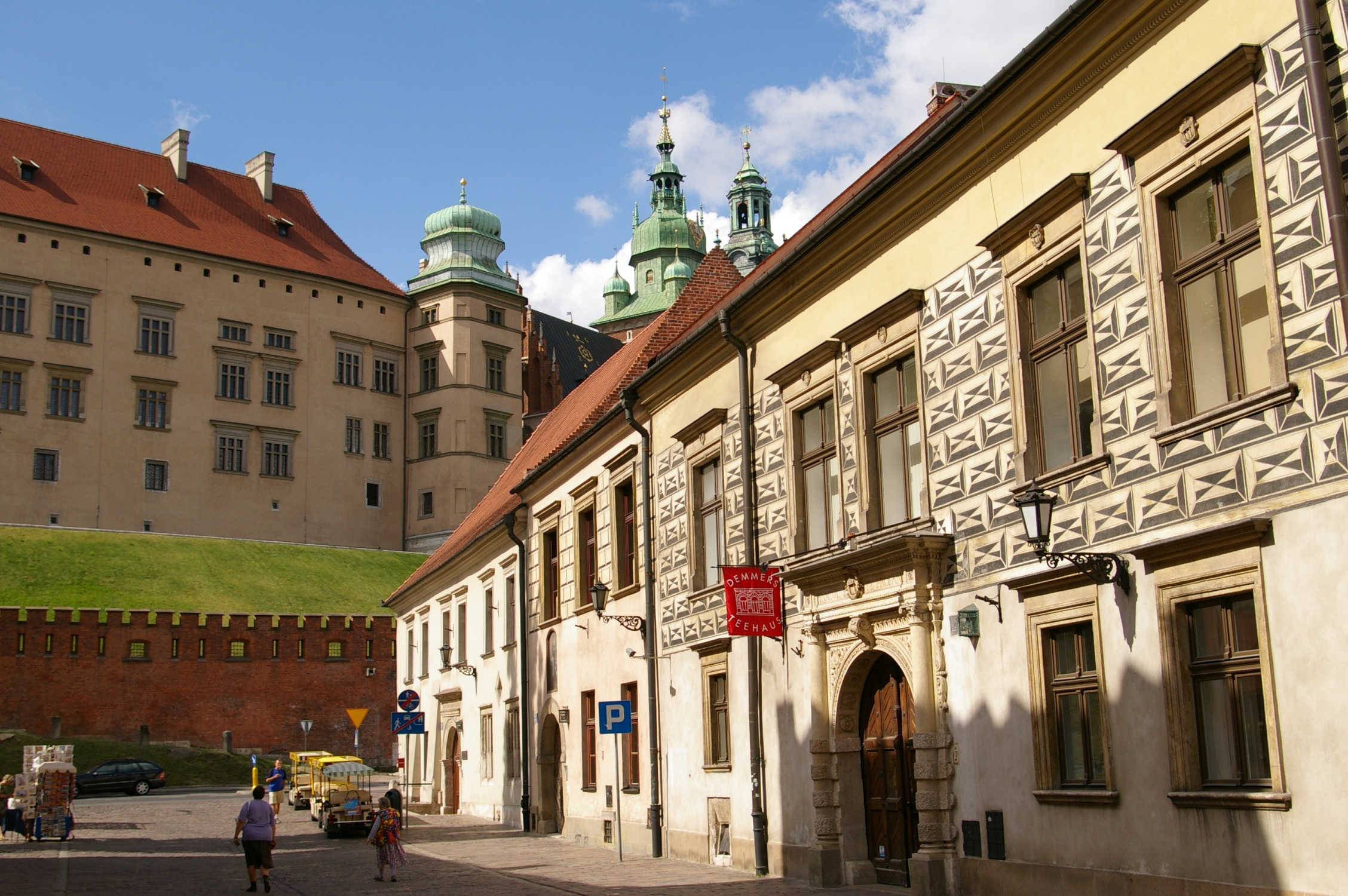
ul. Kanonicza (widok w stronę Wawelu)

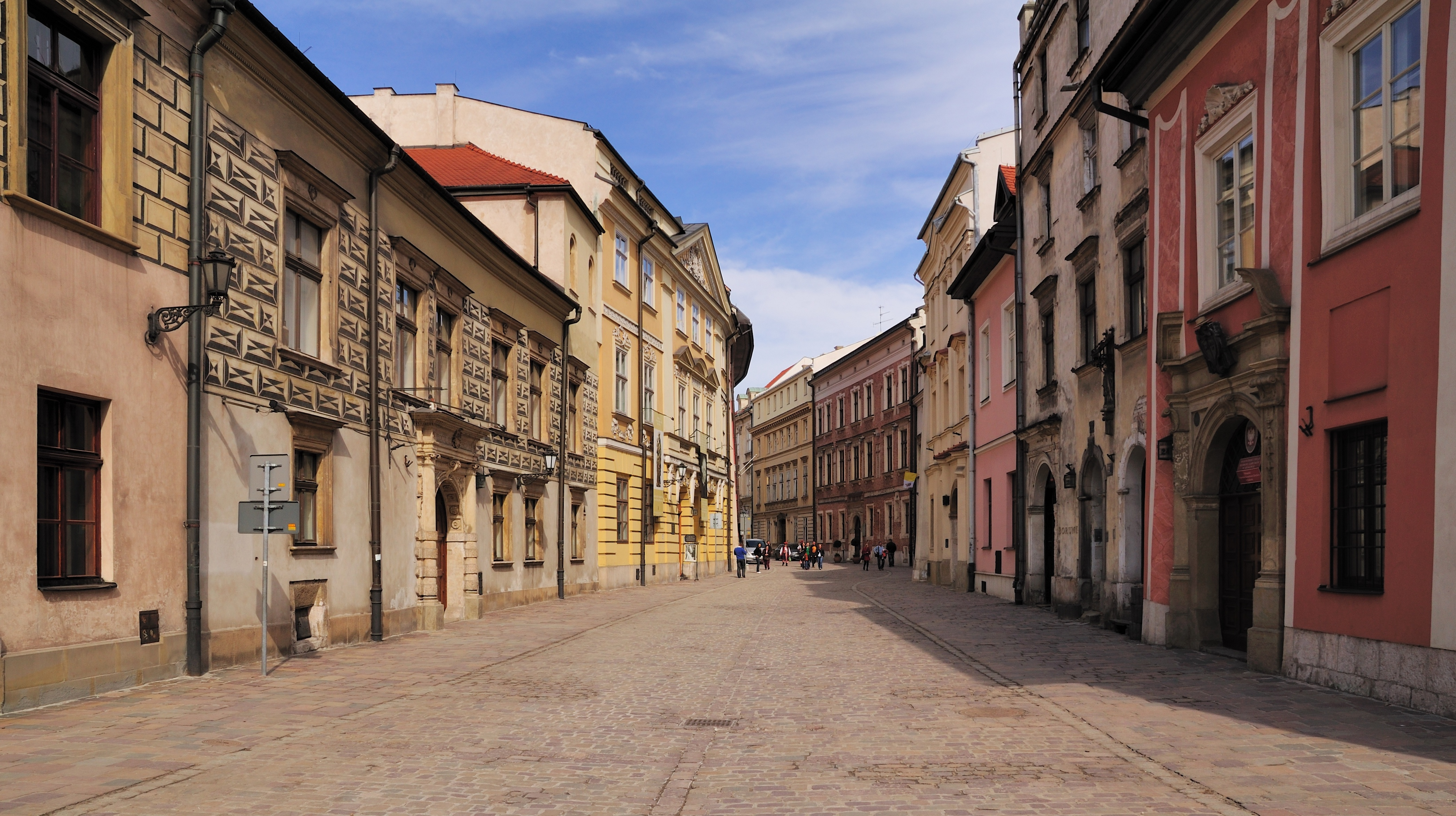
ul. Kanonicza (widok od Wawelu)

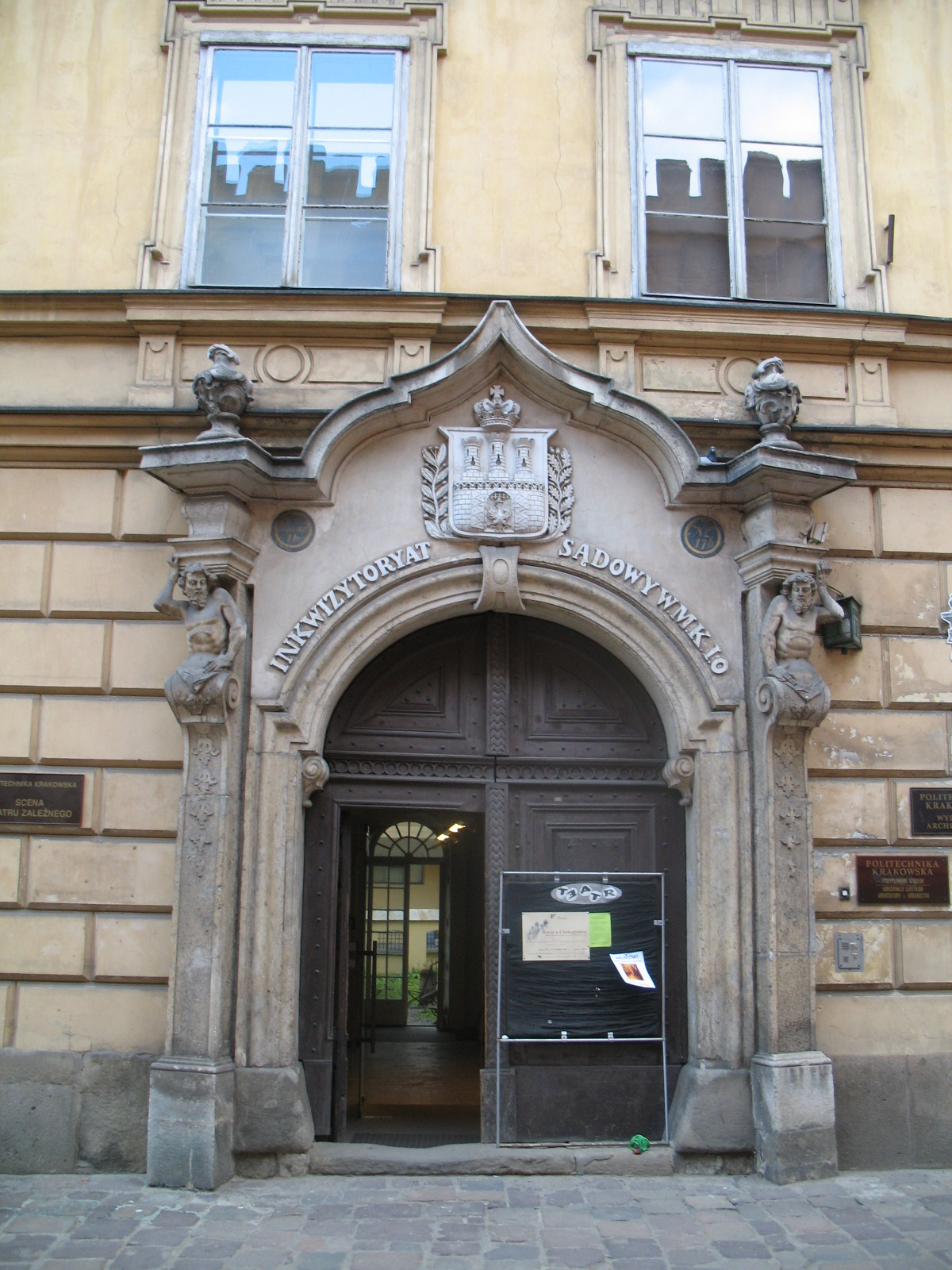
Portal kamienicy nr 1

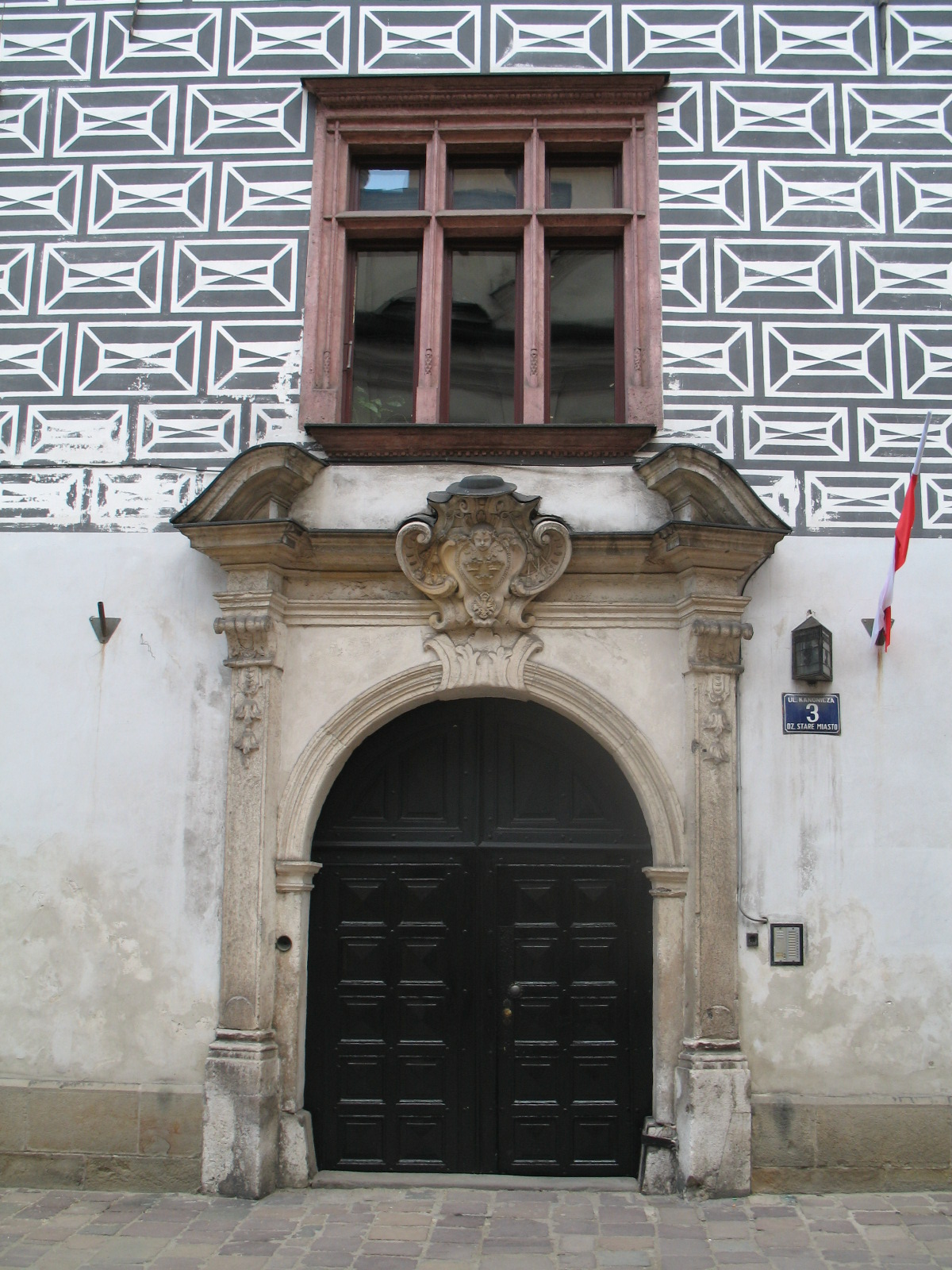
Portal kamienicy nr 3

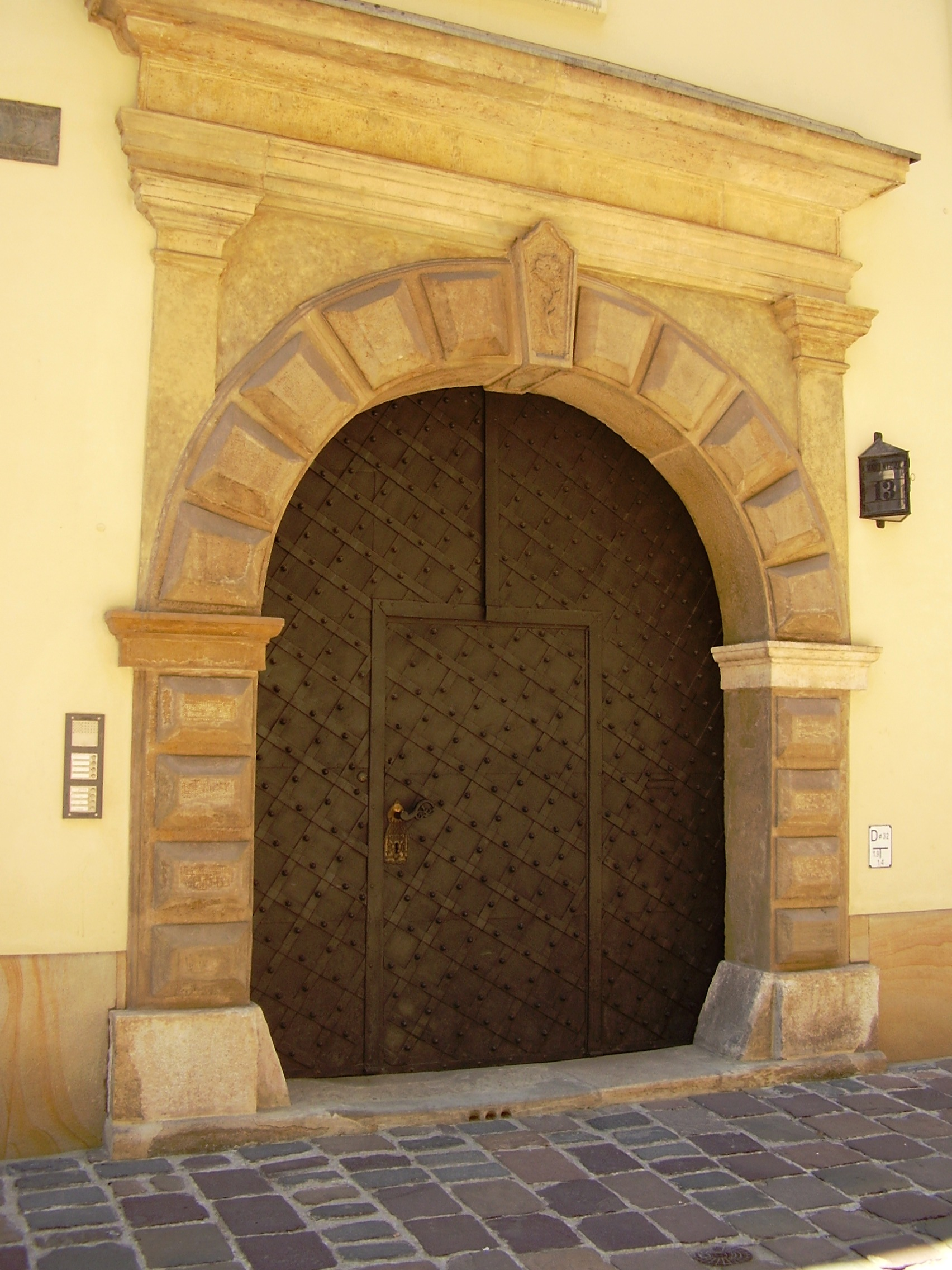
Portal kamienicy nr 13

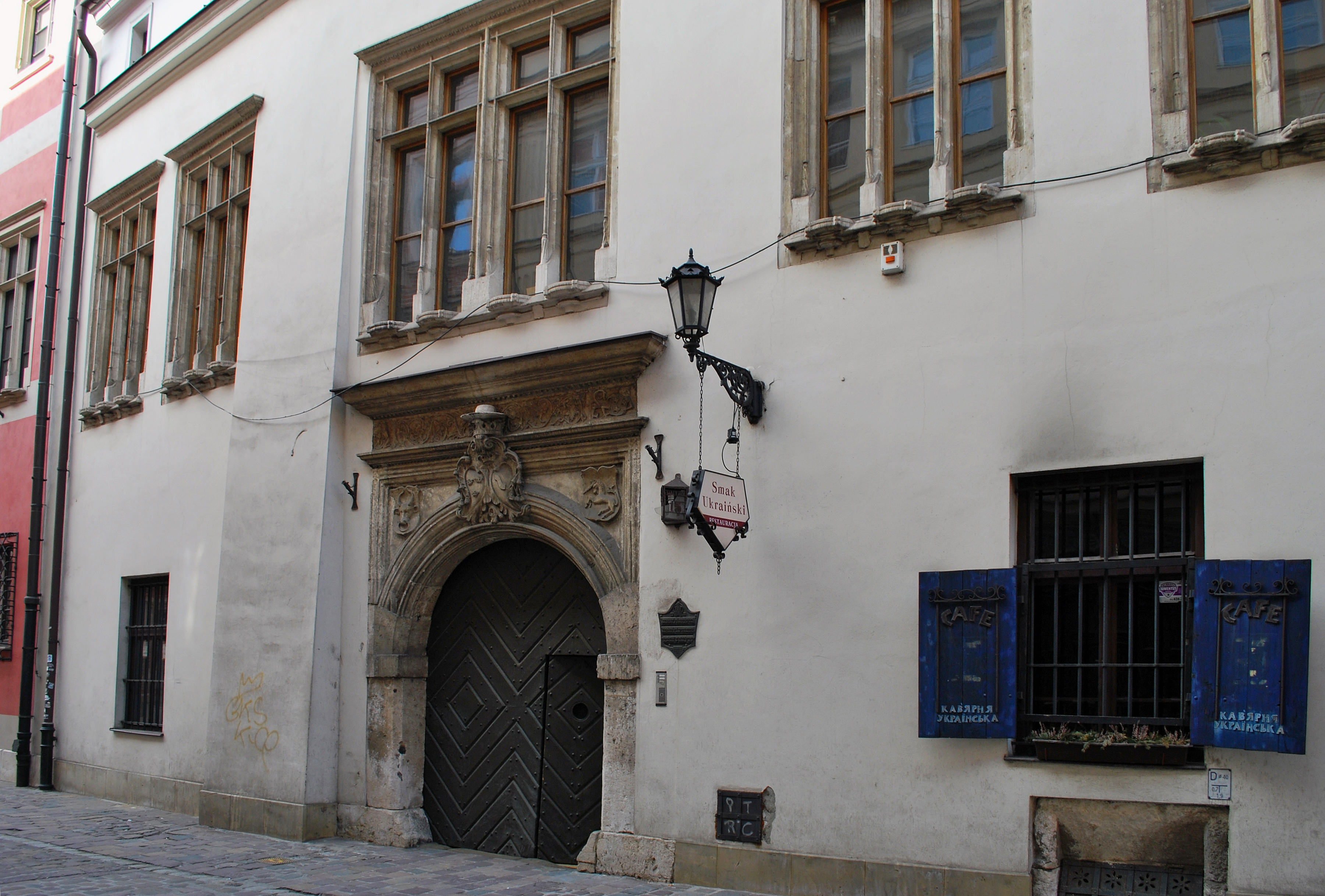
Kamienica, nr 15

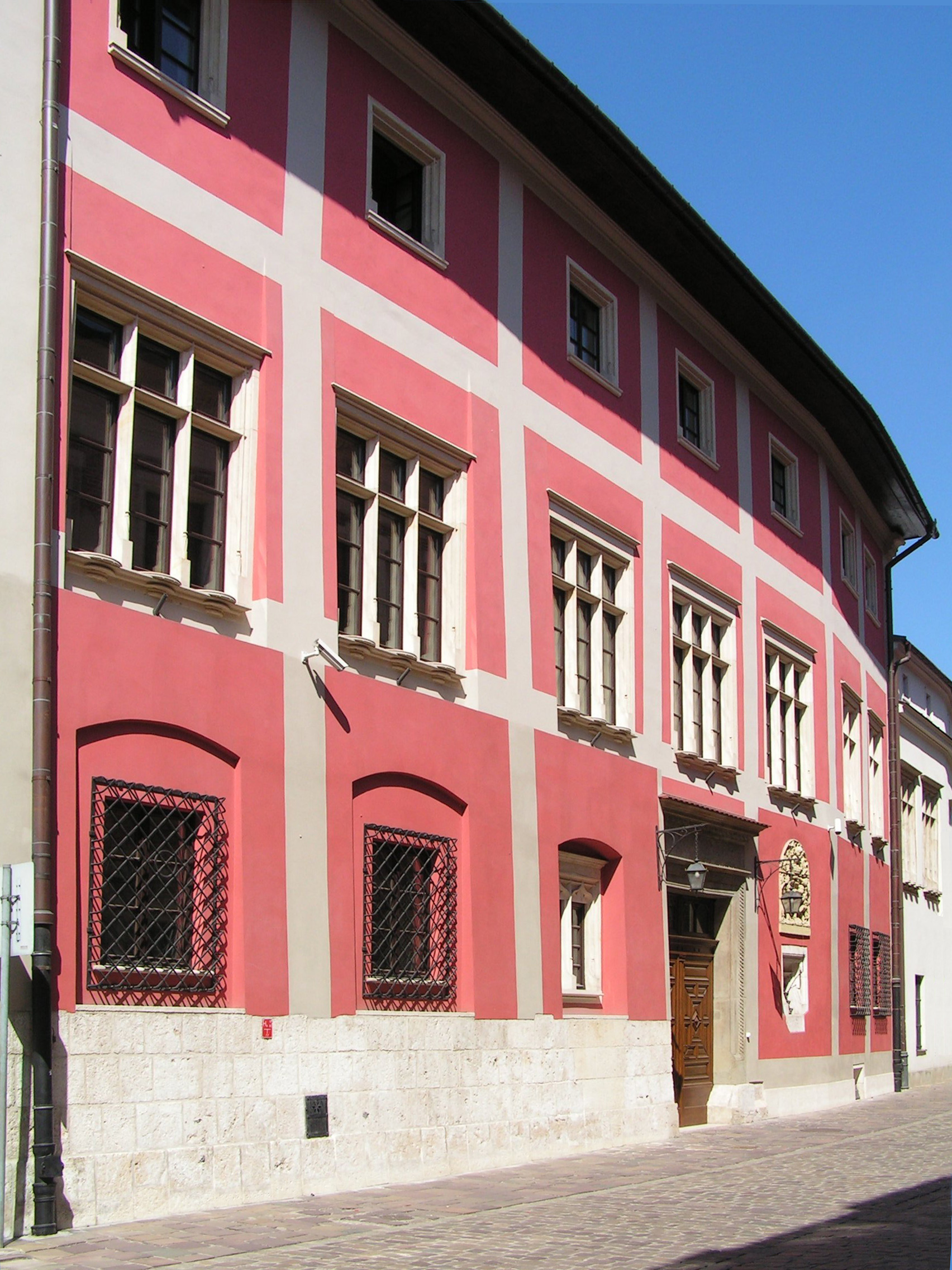
Kamienica nr 17 – pałac bpa Ciołka

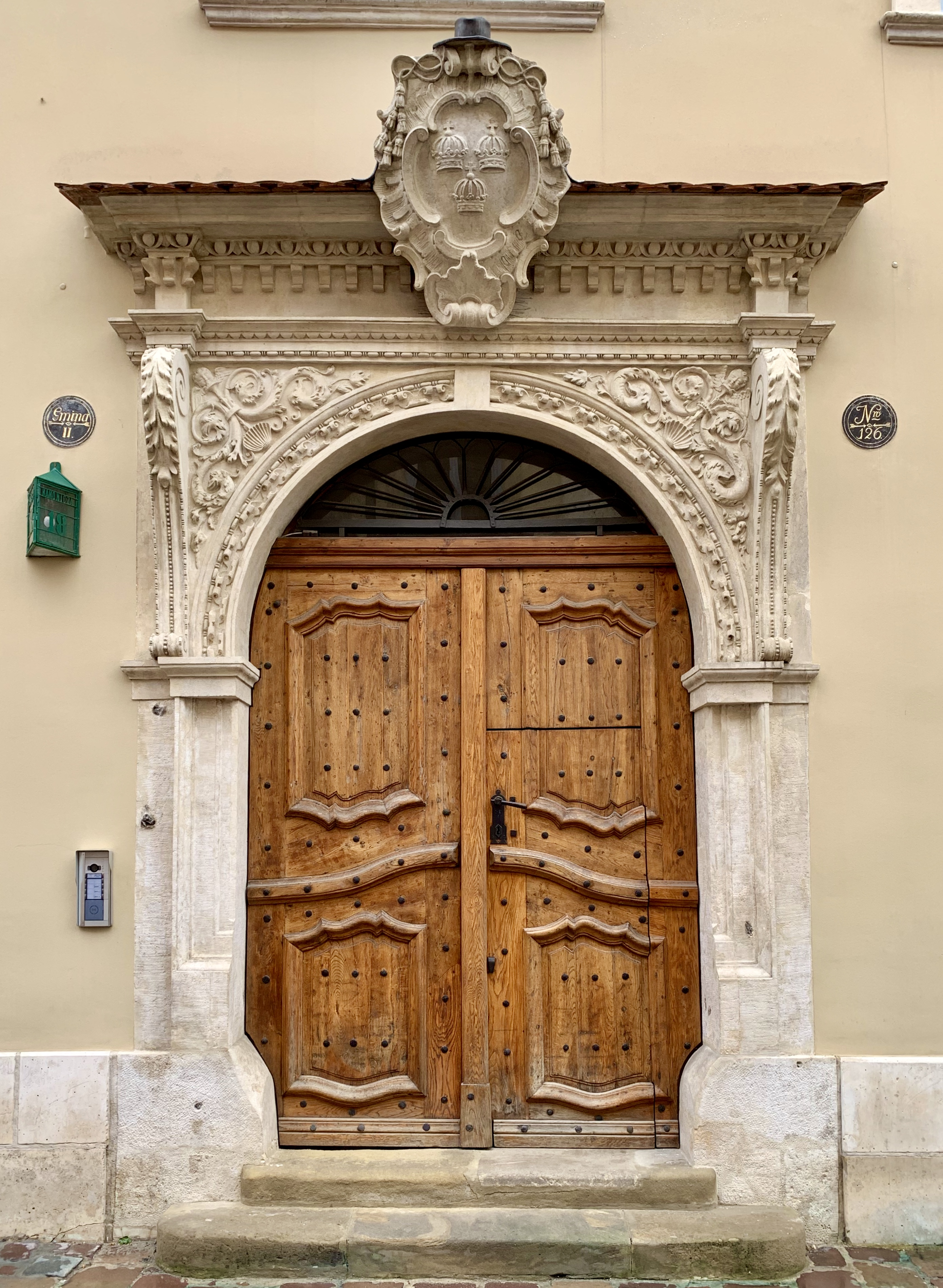
Portal kamienicy nr 18

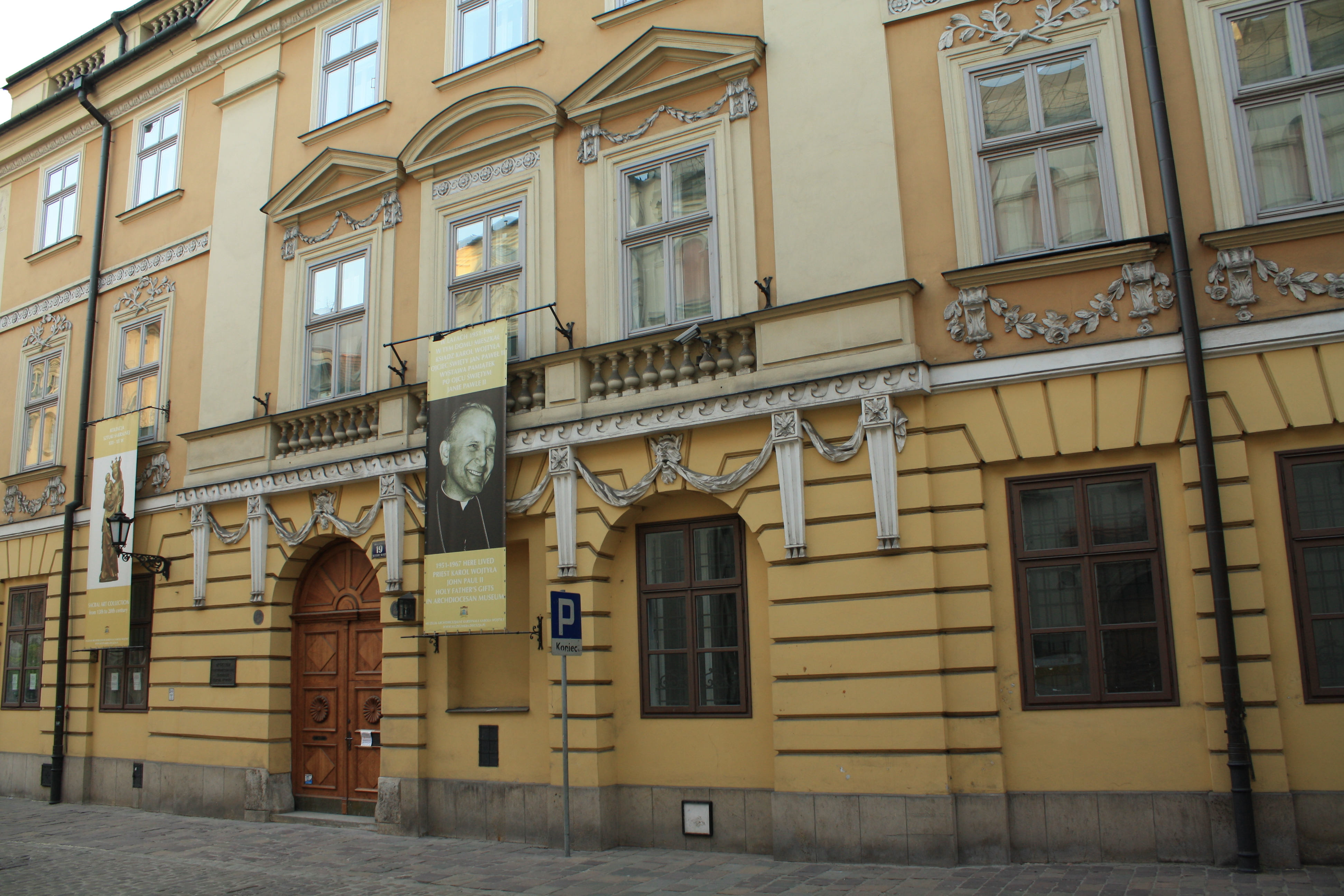
Kamienica nr 19

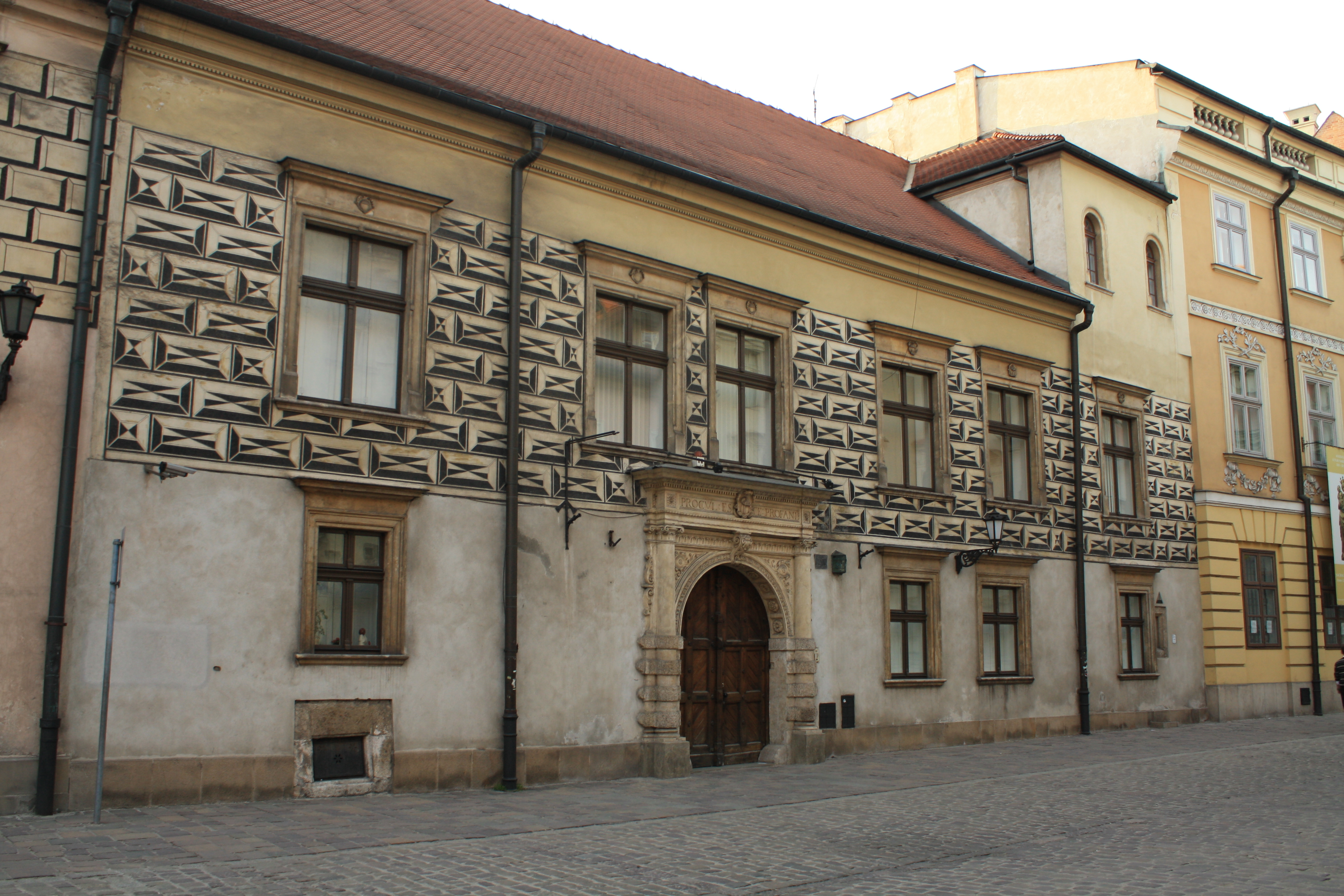
Kamienica nr 21

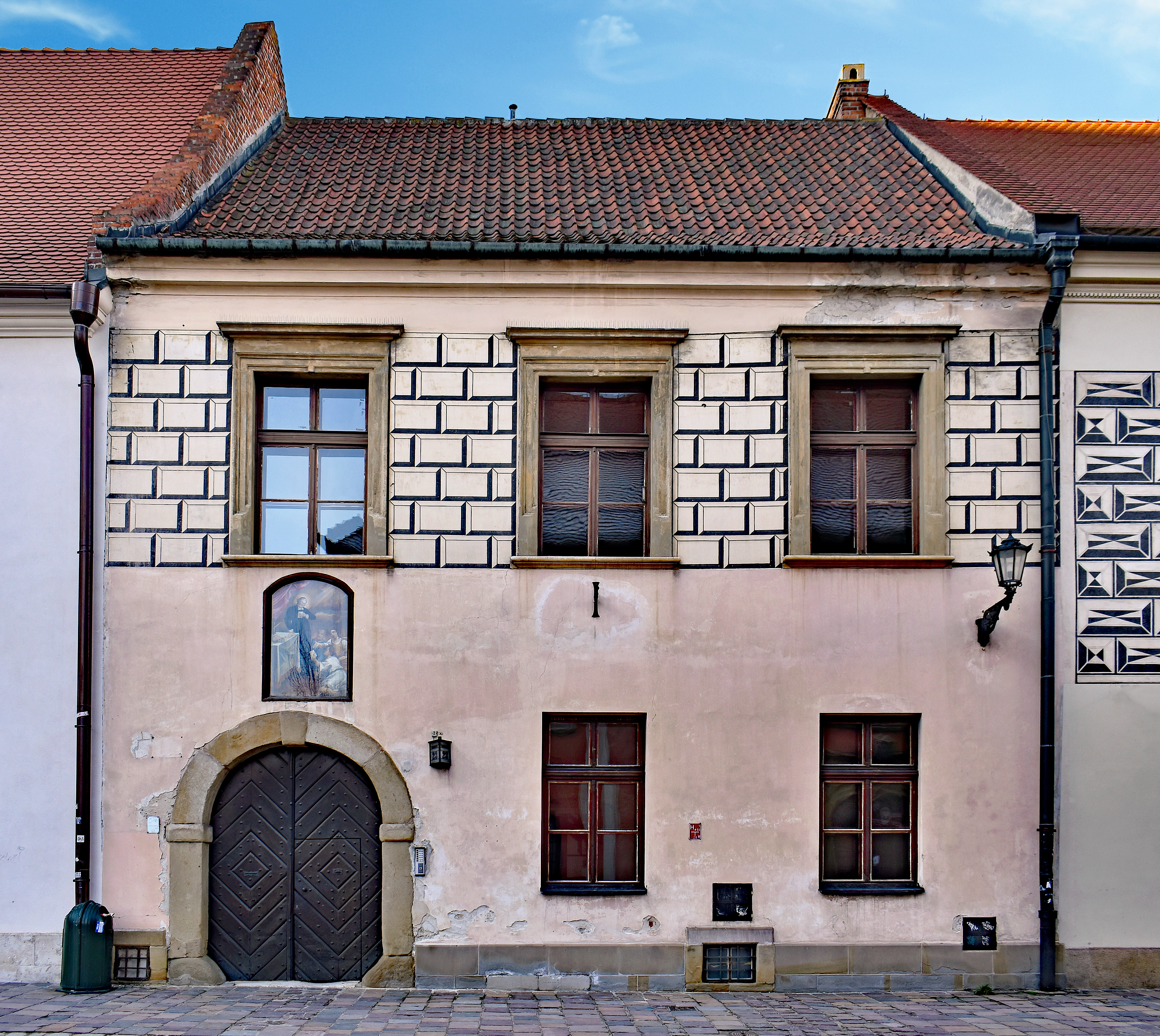
ul. Kanonicza 23
Kamienica „Lisia Jama” (Dom Konsystorski)

Ulica Kanonicza – ulica w Krakowie, w dzielnicy I Stare Miasto, na Starym Mieście. Łączy ulicę Senacką z ulicą Podzamcze.
Jest to najstarsza krakowska ulica. Była ulicą osady Okół, przyłączonej do Krakowa w 1401 roku; znajdowały się tutaj domy kanoników katedralnych (księży zarządzających katedrą), a do dziś zachowało się wiele renesansowych i barokowych kamienic z ozdobnymi portalami.
Przedłużenie południowej pierzei stanowił niegdyś mur obronny wraz z Bramą Poboczną.

## Kamienica nr 1 (Pałac Samuela Maciejowskiego)
Pałac ten został wzniesiony w latach 1531–1532 przez kanonika Samuela Maciejowskiego (późniejszego biskupa) na miejscu drewnianego domu, zwanego kaplicą św. Grzegorza i południowo-zachodniego odcinka pierwotnej ulicy Senackiej.
Zbudowany został na rzucie kwadratu ze strzelnicami w ścianach, jako budynek piętrowy dwutraktowy z sienią na osi i galerią arkadową od strony dziedzińca, gdzie odkryto arkadowy podcień – dzieło Bartłomieja Berrecciego lub jego szkoły. Pałac był odnawiany na przełomie XVII i XVIII w. oraz w końcu XVIII w.
Do końca XVIII w. był rezydencją kanoniczą – są zachowane między innymi polichromie z XVIII w. i barokowy portal hermowy, który powtarza z pewnymi uproszczeniami formy portalu z ul. św. Jana 20. Posiada identyczny wykrój arkady o analogicznym profilu, ukośnie ustawione pilastry z hermami atlantowymi (męskie, brodate postacie w typie antycznym) podtrzymujące gzyms w formie nadwieszonego łuku „w ośli grzbiet” z uskokami. Na przełamanych częściach gzymsu ponad pilastrami ustawione są dekoracyjne wazony. Następnie budynek przy ul. Kanoniczej 1 został przejęty przez władze krakowskie na Inkwizytoriat (budynek główny) i więzienie (oficyna). W XVI w. od strony dziedzińca pałac posiadał renesansową, arkadową loggię.
Przed 1854 architekt August Plasqude nadbudował drugie piętro i zaprojektował fasadę – nadało to budynkowi obecny wygląd.
Obecnie w kamienicy przy ul. Kanoniczej 1 mieszczą się: Wydział Architektury Politechniki Krakowskiej, Podyplomowe Studium Konserwacji Zabytków Architektury i Urbanistyki, również Politechniki Krakowskiej, a także Kawiarnia „Inkwizytor”.

## Kamienica nr 2 (Kamienica pod Aniołkami)
Dom ten mieści się na rogu ulic Senackiej i Kanoniczej, powstał w 2 połowie XVI w. z połączenia dwóch gotyckich kamieniczek, jego największą ozdobą jest wysoka attyka krenelażowa. Obecnie jest to prywatny dom mieszkalny.

## Kamienica nr 3 (Bursa Grochowa)
Dom ten powstał jeszcze w 2 połowie XIV w., jego budowę zleciła Kapituła z przeznaczeniem dla młodzieży studiującej w pobliskim Collegium Iuridicum. Zdaniem Jana Długosza wybudował go kanonik Maciej. W połowie XV w. była tutaj Bursa Grochowa dla żaków studiujących prawo. Gruntowna przebudowa nastąpiła w latach trzydziestych XVI w. i z tego czasu pochodzi piękna kamieniarka okien na fasadzie. W wieku XVII dobudowano tylny trakt budynku, a już w połowie XVIII w. powstał bogaty barokowy portal. Obecnie dom jest własnością Kapituły Metropolitalnej na Wawelu. Na parterze swoje siedziby mają chóry katedralne oraz Polskie Towarzystwo Teologiczne i prowadzone przez nie Wydawnictwo UNUM.

## Kamienica nr 5 (Dom Kapitulny)
To jeden z najstarszych domów; został gruntownie przebudowany po pożarze z 1455. Inicjatorem przebudowy był Jan Długosz, który w tym przypadku wykorzystał zapis testamentowy kardynała Zbigniewa Oleśnickiego. Był to budynek piętrowy, jednotraktowy (zachowane są: kamienne obramienia okien z filarami międzyokiennymi z herbem Oleśnickiego – Dębno i portal schodkowy oraz ozdobny wątek ceglany z dekoracją rombową z zendrówek na parterze fasady).
Dom ten nazywany jest też Domem Długosza. Mieszkał w nim ks. Andrzej Trzciński.
W wyniku gruntownej przebudowy w 2 połowie XVI w. budynek otrzymał charakter nowożytny (między innymi założono portal wejściowy i zbudowano arkadowe galerie w dziedzińcu – nie zachowały się). Zbudowano również niewielką oficynę, przyległą od północnego muru granicznego. Przed połową XVIII w. przybyło drugie piętro. Wtedy także zamurowano arkady w ryzalicie. Z tego też czasu pochodzi portal główny.
Na początku XX w. część galerii podwórzowej na 1. piętrze otrzymała wystrój neorenesansowy (stolarka, ceramiczne posadzki, polichromia stropu, zapewne autorstwa Henryka Uziembły). Domowi pierwotny kształt przywróciła rewaloryzacja trwająca w latach 1977–1979.
Na parterze kamienicy mieści się Cricoteka. Założona w 1979 przez Tadeusza Kantora w związku z planowanym wyjazdem Teatru Cricot 2 do Florencji. Władze Krakowa oddały wówczas do dyspozycji Kantora Galerię BWA, w której ulokowano Biuro i Archiwum Cricot 2. W latach 1980–1993 Cricoteka nosiła oficjalną nazwę – Ośrodek Teatru Cricot 2, od 1993 – Ośrodek Dokumentacji Sztuki Tadeusza Kantora. Początkowo Ośrodek zajmował się organizacją pracy i tournée teatru. W roku 1984 uzyskał status samodzielnej instytucji państwowej. Od momentu zakończenia działalności przez teatr (1992) i nadania Ośrodkowi statusu instytucji dokumentującej twórczość T. Kantora (1993), zbiory Cricoteki są prezentowane na wystawach plastycznych w kraju i za granicą. Prócz dokumentacji teatralnej dorobku Kantora Cricoteka przechowuje i wystawia obiekty, kostiumy i instalacje ze spektakli Cricot 2.
8 lutego 1994 otwarto Aneks Cricoteki: Galerię-Pracownię T. Kantora przy ul. Siennej 5/7. W 1994 r. Ośrodkowi przekazano część pałacu pod Krzysztofory przy ul. Szczepańskiej 2 (biura i Galerię Grupy Krakowskiej). Od 1 stycznia 1999 roku Cricoteka podlega władzom samorządowym województwa małopolskiego. Planowane jest jej przekształcenie w Muzeum Tadeusza Kantora.

## Kamienica nr 6 (Dom Rycerski)
Gotycki dom rycerski, powstał w XIV w. na dawnych kramach placu Okołu, jako jednotraktowy, dwuosiowy, piętrowy. Jego właścicielem był rycerz Jan Hińcza z Rogowa, kasztelan sandomierski, który darował go w 1464 Kapitule Katedralnej. Został przekształcony w 2 połowie XV w. (zachowała się między innymi gotycka kamieniarka okienna). Był odnawiany bez rozbudowy w XVII w. (polichromowany strop belkowy z 1616), w XVIII w. (portal wejściowy, polichromie ścienne) oraz w XIX w. W latach 1977–1980 wykonano remont konserwatorski. Obecnie dom ten nadal jest własnością kościelną. Od 1980 mieściły się w nim archiwum i biblioteka Towarzystwa Przyjaciół Sztuk Pięknych, a w dniu dzisiejszym – zakłady naukowe Uniwersytetu Jagiellońskiego.

## Kamienica nr 7 (Dom pod Trzema Koronami)
Dwukondygnacyjny, jednotraktowy i pięcioosiowy budynek frontowy z oficynami, powstał w 2 połowie XIV w. z fundacji kanonika Nawoja Topora z Tęczyna. Z tego też czasu pochodzi niewielkie okienko w skromnym kamiennym obramieniu, tkwiące jakby przypadkowo na parterze fasady. Kamienica posiada sień przejezdną, wyjątkowo umieszczoną w osi bocznej. Dom został przekształcony po pożarze w 1455 i z tamtych lat pochodzą piwnice oraz ceramiczna posadzka na pierwszym piętrze. Przebudowano go po 1504, a przed 1523 z inicjatywy kanonika Jana Karnkowskiego. Wówczas powstały, zwracające uwagę eleganckimi laskowaniami i prostymi gzymsami, gotycko-renesansowe okna pierwszego piętra na fasadzie (gruntownie uzupełnione w 1907). Z tego też czasu pochodzi również portal wejściowy o cechach gotycko-renesansowych ze zrekonstruowaną bramą. Nad nim widnieje napis Dominus adiutor meus et protector meus – Pan wspomożycielem moim i obrońcą (Psalm 27:7). Natomiast już w ostatniej ćwierci XVI w. zbudowano galerię arkadową od strony dziedzińca i przypuszczalnie wzniesiono drewniane drugie piętro, przekształcone w murowane w XVII w. Na lata 1756 – 1778 przypadł remont domu, w tym dekoracja malarska stropów.
W XIX w. zburzono oficyny, zmieniono układ wnętrz, przykrywając podłogami na pierwszym piętrze gotyckie płyty posadzkowe. W 1907 Zygmunt Hendel przeprowadził remont domu, odkrył przy tej okazji wiele interesujących detali dawnej kamieniarki, które wmurował na ścianie klatki schodowej. Wydobył i uzupełnił okna gotycko-renesansowej fasady. Ostatnia odnowa z lat 1975 –1979 objęła całą kamienicę, wydobywając wszystkie walory architektoniczne.
Obecnie na piętrze mieści się siedziba Stowarzyszenia Pisarzy Polskich (SPP) – zrzeszenia twórczego, założonego w 1989 w Warszawie jako kontynuacja rozwiązanego w 1983 przez władze państwowe Związku Literatów Polskich (ZLP).
Na parterze działa kawiarnia „U literatów“ ze stylowym wyposażeniem, z późnorenesansową kolumną międzyokienną w pierwszej izbie. To do niej prowadzą kute w blasze późnogotyckie wrota z początku XVI w. (obecnie to kopia). W owej kawiarni można zobaczyć Tarczę Bractwa Dzwonników Zygmunta. Jak informuje tablica – „Wielki Dzwon Zygmunta” ufundowany przez króla Zygmunta I w 1520 poruszany jest od początku swego istnienia ręcznie przez zespół dzwonników. Początkowo byli to dzwonnicy katedralni, potem przez kilka wieków członkowie cechu cieśli krakowskich, a następnie pracownicy wawelskiego wzgórza. Od połowy XX w. tym wielkim, 13 ton ważącym dzwonem, opiekuje się Bractwo Dzwonników Zygmunta, podległe zwierzchnictwu katedry wawelskiej. Aby zapewnić pełne wychylenie dzwonu i wywołać jego wspaniały dźwięk, za sznury pociąga równocześnie 12 dzwonników. Po dzwonieniu Członkowie Bractwa tradycyjnie spotykają się w tutejszej gospodzie przy kuflu piwa. Każdy z dzwonników ma swój kufel opatrzony imieniem i nazwiskiem oraz numerem podług starszeństwa.”

## Kamienica nr 9
Dom ten powstał w 1 połowie XIV w. Początkowo stały tutaj dwa domy, między którymi biegła uliczka do murów, które wystawili kanonicy Jan Suchywilk i Jakub Szyrzyk z Falkowa. Po pożarze w 1455 domy połączono w jeden duży budynek. W XVI w. był dwukrotnie przebudowywany, raz za rządów biskupa Jana Konarskiego, po którym przetrwał herb Abdank umieszczony w kluczu sklepienia sieni i jednej z komór piwnicznych. A po raz wtóry w 2 połowie wieku. W wyniku tej przebudowy budynek uzyskał charakter pałacu miejskiego z dziedzińcową galerią, bogatym detalem późnogotyckim, częściowo zachowanym (kamieniarka okien, 2 filary międzyokienne) i wykuszem w fasadzie wspartym na 2 kolumnach. Przebudowy XVIII- i XIX-wieczne całkowicie zniszczyły pozostałości gotyckie i renesansowe. W latach 1787–1788 z inicjatywy kanonika Benedykta Trzebińskiego dom przebudowali architekci Karol Kriszkier i Józef Le Brun, którzy zaprojektowali obecną klasycystyczną fasadę. Z tego czasu bądź z przełomu XVIII i XIX w. pochodzą piękne dekoracje ścienne. Ich tematem jest krajobraz morski i nadmorski. W całym Krakowie nie ma polichromii o podobnej tematyce. W XIX w. nastąpiły kolejne przebudowy związane ze zmianą funkcji budynku. Do XIX w. była to rezydencja kanonicza (po 1810 mieszkał tutaj Hugo Kołłątaj). Od 1878 mieściła się tutaj Drukarnia Władysława Ludwika Anczyca.
Od 1892 do lat 70. XX w. znajdowała się tu siedziba sądu powiatowego. Po renowacji w 1979–1983 z funduszy społecznych powstało w kamienicy Muzeum Stanisława Wyspiańskiego (przeniesione w 2002 na ul. Szczepańską 11), jako oddział Muzeum Narodowego. Obecnie mieszczą się tu niektóre wydziały Uniwersytetu Papieskiego Jana Pawła II.

## Kamienica nr 11 (Kamienica Mikołaja Poraja)
Dom ten powstał w 1 połowie XV w. z fundacji kanonika Mikołaja Poraja. W 1. połowie XVI w. został przebudowany i z tego czasu pochodzi, gruntownie przerobiony w 1. połowie XIX w., portal wejściowy. Na XVII w. przypada budowa oficyny zachodniej, mieszczącej niegdyś stajnie (północna oficyna pochodzi z XIX w.). W XVIII stuleciu dobudowano drugie piętro, natomiast przebudowa zrealizowana w latach 1830–1836 zadecydowała o aktualnym wyglądzie budynku, zwłaszcza fasady. Fasadę tę zdobi biegnący nad parterem fryz z orłami napoleońskimi. Kamienicę przebudował wtedy architekt Ignacy Hercok. W budynku mieści się terenowe biuro Rzecznika Małych i Średnich Przedsiębiorców.

## Kamienica nr 15 (Dom kapitulny Szreniawa)
Zabytkowy budynek będący własnością krakowskiej Kurii Metropolitalnej. Znajduje się tu restauracja.

## Kamienica nr 17 (Pałac biskupa Erazma Ciołka)
Gmach ten powstał na przełomie XV i XVI wieku z połączenia dwóch XIV-wiecznych domów. Obecnie mieści się tu oddział Muzeum Narodowego.

## Kamienica nr 18 (Pałac biskupa Floriana z Mokrska)
Dawny pałac biskupa Floriana z Mokrska, powstały w XIV wieku. Gruntownie przebudowany w latach 1560–1563, prawdopodobnie przy udziale Jana Michałowicza z Urzędowa (jemu przypisuje się portal). Obecnie siedziba Centrum Jana Pawła II „Nie lękajcie się”.

## Kamienica nr 19 (Muzeum Archidiecezjalne)
Dom św. Stanisława. Kamienicę wzniesiono przed rokiem 1370. W latach 1537–1540 została przebudowana z inicjatywy J. Wilamowskiego, w wyniku czego powstała reprezentacyjna rezydencja w stylu renesansowym z dwukondygnacyjnymi krużgankami arkadowymi. W latach 80. XVI wieku S. Krasiński ufundował na drugim piętrze kaplicę św. Stanisława. Jest to jedyna zachowana do dziś kaplica w pałacach kanoników krakowskich. Dom uległ zniszczeniu w 1768 roku. W latach 1778–1790 przebudowano go w stylu klasycystycznym (J. K. Wodzicki);  w latach 1953–1958 mieszkał w tym domu Karol Wojtyła. Od 1994, wraz z kamienicą nr 21, jest siedzibą  Muzeum Archidiecezjalnego w Krakowie.

## Kamienica nr 21 (Dom Dziekański w Krakowie, zw. też Pałacem Dziekanów lub Dziekanką)
Pięknie zachowana renesansowa rezydencja dziekanów kapituły krakowskiej, która została wzniesiona w l. 1582 – 1588. Jej budowniczym był architekt włoski okresu manieryzmu Santi Gucci. Pałac Dziekanów ozdobiony jest sgraffitową dekoracją fasady oraz posiada piękny i niezwykle cenny manierystyczny portal z napisem na fryzie Procul este profani. Na szczególną uwagę zasługuje także arkadowy dziedziniec, którego ozdobami są jońskie kolumny umieszczone w części parterowej i kolumny czworoboczne usytuowane w części piętrowej pałacu. W rezydencji zachowało się również wiele elementów dawnej kamieniarki w postaci gotyckich i renesansowych portali, tarcz herbowych, obramień okien i in. W środkowej części dziedzińca umieszczona jest barokowa rzeźba św. Stanisława Szczepanowskiego. Dziekanka przez wieki stanowiła miejsce pracy i życia wielu przedstawicieli krakowskiego duchowieństwa. W XIX w. mieszkał tu ks. Ludwik Łętowski, ówczesny dziekan kapituły, znany historyk, autor m.in. wydanej w Krakowie w 1859 r. pracy pt. Katedra krakowska na Wawelu. Obecnie w Domu Dziekanów mieści się Muzeum Archidiecezjalne w Krakowie.

## Kamienica nr 24 (Pałac Górków, Dom Pod Telegrafem)
Budynek powstał w 2 poł. XVI wieku poprzez połączenie dwóch XV-wiecznych kamienic. Na przełomie XV i XVI wieku dom należał do prymasa Andrzeja Krzyckiego. Po jego śmierci został sprzedany Andrzejowi Górce. Rodzina Górków przebudowała budynek w stylu manierystycznym. Portal wejściowy pochodzi z XVIII wieku; mieszczą się na nim herb kapituły oraz herb Abdank. Pod koniec XVIII wieku dom mieścił koszary austriackiej policji, a w okresie Księstwa Warszawskiego zaadaptowano go na koszary artylerii. W czasach Rzeczypospolitej Krakowskiej miała tu swoją siedzibę dyrekcja policji. W 2. połowie XIX wieku mieściło się tu biuro telegraficzne, które dało początek nazwie kamienicy. W 1907 roku nadbudowano trzecie piętro. Na elewacji pałacu od strony ul. Podzamcze znajduje się tablica upamiętniająca pobyt Jarosława Haszka w areszcie miejskim „Pod Telegrafem” w 1903 roku. W kamienicy ma siedzibę małopolski Wojewódzki Urząd Ochrony Zabytków.